# Данил Стоянов
Данил (Данило, Дано, Дане) Стоянов (на сръбски: Дане Стојановић, Дане Стоянович) е сръбски революционер, деец на сръбската въоръжена пропаганда в Македония от началото на XX век.

## Биография
Данил Стоянович е роден в прилепското село Крапа, тогава в Османската империя. Присъединява се към сръбската пропаганда в Македония. През 1911 година като сръбски войвода е с месечна сръбска заплата три лири. При избухването на Охридско-Дебърското въстание през 1913 година заедно с четите на Йован Долгач, Михаил Йосифов, Василие Търбич, Божко Вирянец се отправя към Кичево, за да отбраняват градчето от въстаниците. В началото на септември, по време въстанието, заедно с Долгач участва в избиването на 26 мюсюлмани от село Лажани, Прилеп и други места, събрали се на сватба в Лажани. След като роднините на убитите поднасят жалба, са осъдени от сръбски съд. Стоянович бяга в Америка, но в началото на Първата световна война е помилван, завръща се в Сърбия и се включва в четническия отряд на Василие Търбич.
По време на Втората световна война подпомага Четниците на Коста Пекянец и участва в разгромяването на слабата партизанска съпротива в Източна Сърбия.